# شب دیدار فرا رسیده‌است
شب دیدار فرا رسیده است (به هندی: Ayee Milan Ki Raat) فیلمی هندی محصول سال ۱۹۹۱ و به کارگردانی کی. پاپو است. در این فیلم بازیگرانی همچون آویناش واداوان، شاهین، ریتا بهادری، آریونا ایرانی، کولبوشان کارباندا، انوپم کهیر، پارش راوال، آلوک نات و سوشمیتا موکرجی ایفای نقش کرده‌اند.